# Institutiones grammaticae
Le Institutiones grammaticae di Prisciano, in 18 libri scritti intorno al 500, sono il più vasto trattato sulla grammatica latina conservatosi in manoscritti del medioevo. Fu stampato a Venezia nel 1470 col titolo di Opera di Prisciano.   

## Struttura
Le Institutiones, in diciotto libri, sono, di fatto, la trattazione più ampia ed esaustiva della lingua latina tramandata dagli antichi. In essa ha ampio svolgimento la morfologia, mentre la sintassi occupa solo gli ultimi due libri. 
L'opera è preceduta da una praefatio, con una dedica a un certo Giuliano, probabilmente un non altrimenti noto console e patrizio, non l'autore di un compendio ben noto delle Novellae di Giustiniano, vissuto un po' più tardi di Prisciano. Dopodiché, nei libri I-XVI, si tratta di generalia et uaria, de litteris, de syllabis (etiam metrica ratione), de oratione eiusque partibus, de nomine, de nomine, de uerbo, de participio, de pronomine, de praepositione, de aduerbio, de interiectione, de coniunctione.
Gli ultimi due libri, che vanno da un quarto a un terzo dell'intero lavoro, de constructione uel syntaxi. 
La grammatica di Prisciano è basata sulla struttura delle precedenti opere di Erodiano e Apollonio Discolo, che egli applica al latino, mentre gli esempi che include per illustrare le regole preservano numerosi frammenti di autori latini, tra cui Ennio, Pacuvio, Accio, Lucilio, Catone e Varrone.

### Capitoli
- I - Voce e lettera
- II - Sillaba
- III -  Comparativi e superlativi
- IV - Parole derivate
- V -  Generi, numeri e figure
- VI - Caso nominativo
- VII - Casi obliqui
- VIII - Verbo
- IX - Coniugazioni
- X - Passato perfetto
- XI - Participio
- XII - Pronome
- XIII - Pronome
- XIV - Preposizione
- XV - Avverbio e interiezione
- XVI - Congiunzione
- XVII - Parti del discorso
- XVIII - Parti del discorso